# Nazionale maschile under 21 di calcio della Repubblica Democratica Tedesca
La nazionale di calcio tedesco-orientale Under-21 è stata la rappresentativa calcistica Under-21 della Repubblica Democratica Tedesca (Germania Est), posta sotto l'egida della DFV. 
La squadra ha partecipato anche al campionato europeo di categoria (che si tiene ogni due anni), ma solo fino al 1990, anno della sua ultima partecipazione al campionato europeo. Dopo l'unificazione di Germania Est e Germania Ovest, dal 1992 a partecipare al campionato europeo di categoria è quindi la nazionale Under-21 di calcio della Germania.

## Partecipazioni ai tornei internazionali

### Europeo Under 21
- 1978: Secondo posto
- 1980: Secondo posto
- 1982-1990: Non qualificata